# Babrosty
Babrosty [pronunciación en polaco: /baˈbrɔstɨ/] (en alemán: Babrosten) es un pueblo ubicado en el distrito administrativo de Gmina Pisz, dentro del Condado de Pisz, Voivodato de Varmia y Masuria, en Polonia del norte. Se encuentra aproximadamente a 6 kilómetros al este de Pisz y a 93 kilómetros al este de la capital regional Olsztyn.
Antes de 1945, el área fue parte de Alemania (Prusia Oriental).
El pueblo tiene una población de 280 habitantes.